# 정문화
정문화(鄭文和, 1940년 5월 2일~)는 대한민국의 정치인이다. 제15·16대 국회의원을 지냈다.

## 학력
- 1956년 경남중학교 졸업
- 1959년 경남고등학교 졸업
- 1963년 서울대학교 법과대학 행정학 학사

## 경력
- 고등고시 행정과 합격
- 총무처 인사국장, 기획관리실장
- 총무처 차관(제13대)
- 부산시장(제28대, 1993. 3. 4.~1994. 9. 23.)
- 한국지방행정연구원, 한국행정연구원 원장
- 한나라당 지방자치위원장
- 한나라당 행정자치위원장
- 국회 산업자원위원회 위원
- 국회 남북관계발전지원특위 위원
- 대한민국헌정회 이사
- 미래통합당 부산시당 2020 통합 선거책위위원회 명예선거대책위원장
- 국민의힘 4.7 재보궐선거 부산시장 박형준 예비후보 내게 힘이 되는 캠프 명예선거대책위원장
- 국민의힘 부산시당 4.7 부산시장 보궐선거 선거대책위원회 명예선거대책위원장
- 국민의힘 제8회 지방선거 부산 선거대책위원회 명예선대위원장

## 역대 선거 결과
|  | 38.12% |

|  | 48.34% |